# وست آدامز (لس آنجلس)
وست آدامز (به انگلیسی: West Adams) یک منطقهٔ مسکونی در ایالات متحده آمریکا است که در لس آنجلس واقع شده‌است.